# Fehér Miklós (állatorvos)
Fehér Miklós (Újkécske, 1921. november 13. – 2000. augusztus 1.) magyar író, műfordító, eszperantista, állatorvos.

## Életpályája
Szülei: Fehér Gyula és Szűcs Terézia voltak. Több mint 1500 oldalas versfordításainak (magyarból és több mint tucat más nyelvről) csak egy része jelent meg, pl. a Magyar Életben, a Rákklinikában és az Eszperantó nyelvű európai költészetben (1995-), amelyet maga szerkesztett. Tagja volt a Budapesti Orvosi Eszperantó Szakértői Csoportnak.
Kiemelkedő költő volt, sokat fordított - nem csak magyarból. Legnagyobb műve Arany János: Toldi című magyar nemzeti eposzának fordítása.

## Fordítás
- Ez a szócikk részben vagy egészben  a   Miklós Fehér című eszperantó Wikipédia-szócikk ezen változatának fordításán alapul.  Az eredeti cikk szerkesztőit annak laptörténete sorolja fel. Ez a jelzés csupán a megfogalmazás eredetét és a szerzői jogokat jelzi, nem szolgál a cikkben szereplő információk forrásmegjelöléseként.